# Anatoli Gantvarg
Anatoli Abramovitsj Gantvarg (Wit-Russisch: Анатоль Гантварг; Russisch:  Анатолий Абрамович Гантварг) (Minsk, 3 oktober 1948) is een internationaal grootmeester dammen van Wit-Russische nationaliteit. Hij werd wereldkampioen dammen in 1978 (in Arco), in 1980 (in Bamako), in 1984 (in Dakar) en in 1985 (door met 21-19 een tweekamp tegen Rob Clerc te winnen). Hij werd kampioen van de Sovjet-Unie in 1969, 1973, 1977 en 1981.

## Wereldkampioenschap
Gantvarg deed zestien keer mee aan het toernooi om de wereldtitel en speelde viermaal een match om de wereldtitel:
- WK 1972 - vierde plaats met 24 punten uit 16 wedstrijden.
- WK 1976 - vierde plaats met 24 punten uit 17 wedstrijden.
- WK 1978 - gedeelde eerste plaats samen met Harm Wiersma met 15 punten uit 11 wedstrijden. In de herkamp won Gantvarg een van de zes partijen en werd daarmee wereldkampioen.
- WK-match 1979 - verloren van Harm Wiersma met 2 winstpartijen, 14 remises en 4 verliespartijen, 18-22.
- WK 1980 - eerste plaats met 32 punten uit 21 wedstrijden.
- WK-match 1981 - verloren van Harm Wiersma met 18 remises en 2 verliespartijen, 18-22.
- WK-achtkamp 1983 - gedeelde derde plaats samen met Rob Clerc met 16 punten uit 14 wedstrijden (dubbelrondig toernooi).
- WK 1984 - eerste plaats met 27 punten uit 19 wedstrijden.
- WK-match 1985 - gewonnen van Rob Clerc met 2 winstpartijen, 17 remises en 1 verliespartij, 21-19.
- WK 1986 - gedeelde vijfde plaats samen met Van der Wal, G. Jansen en Nikolaj Mistsjanski met 23 punten uit 19 wedstrijden.
- WK-match 1987 - met 20 remises tegen Aleksandr Dybman mocht Dybman zijn titel behouden.
- WK 1988 - gedeelde tweede plaats samen met Ton Sijbrands met 27 punten uit 19 wedstrijden. In een herkamp om de tweede plek (deze plek gaf het recht om winnaar Tsjizjov uit te dagen in een match om de wereldtitel in 1990) verloor Gantvarg van Sijbrands.
- WK 1990 - vijfde plaats met 24 punten uit 19 wedstrijden.
- WK 1992 - zesde plaats met 30 punten uit 23 wedstrijden.
- WK 1994 - gedeelde zesde plaats samen met Koeperman en Tsjizjov met 22 punten uit 19 wedstrijden.
- WK 1996 - zesde plaats met 12 punten uit 11 wedstrijden.
- WK 2001 - gedeelde negende plaats samen met Bassirou Ba met 16 punten uit 16 wedstrijden.
- WK 2003 - gedeelde vijftiende plaats samen met Vladimir Milsjin met 17 punten uit 19 wedstrijden.
- WK 2005 - Gantvarg strandde op een vierde plaats in groep A in de voorrondes.
- WK 2011 - twaalfde plaats met 19 punten uit 19 wedstrijden.

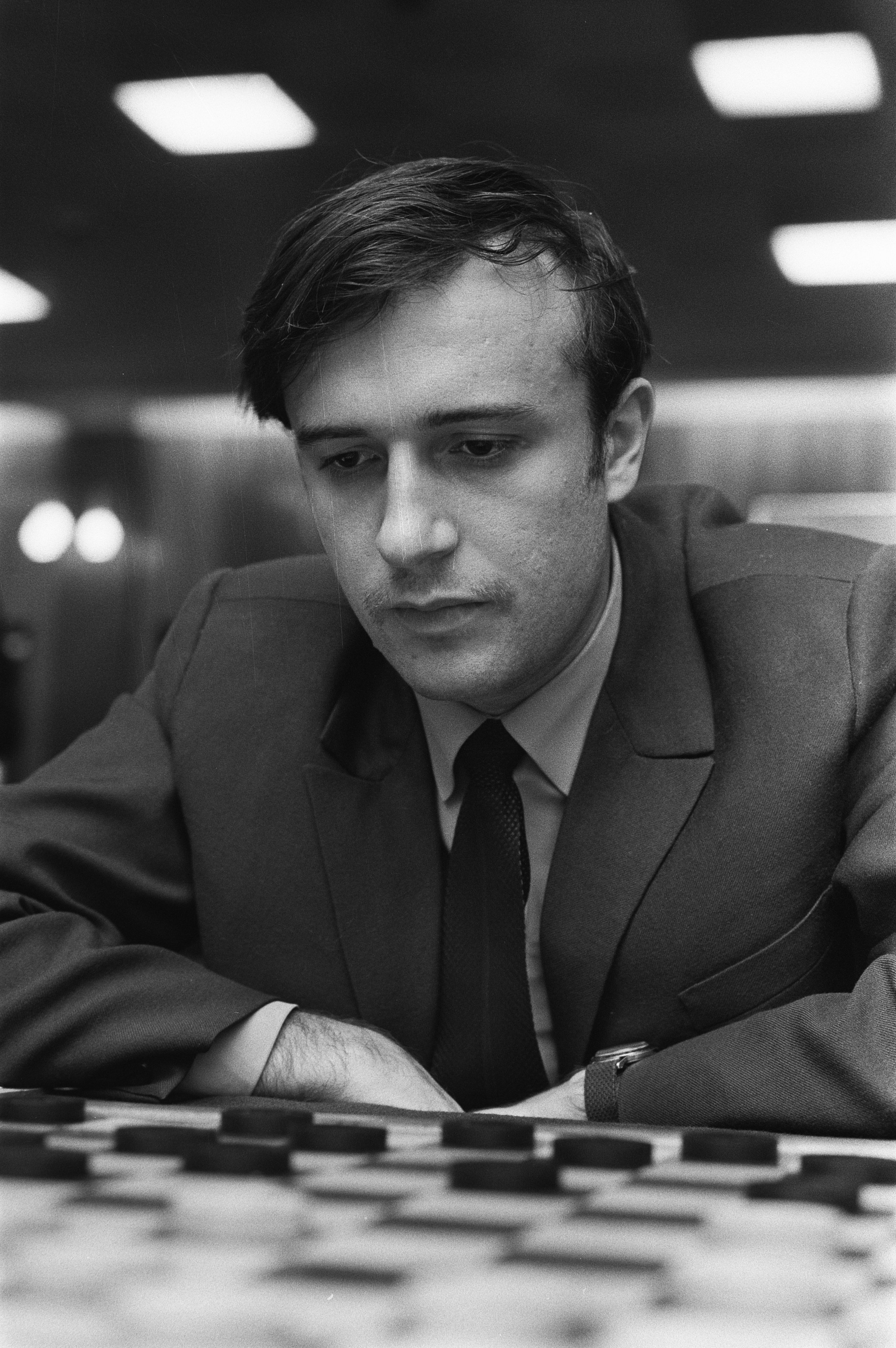
Gantvarg (1970)
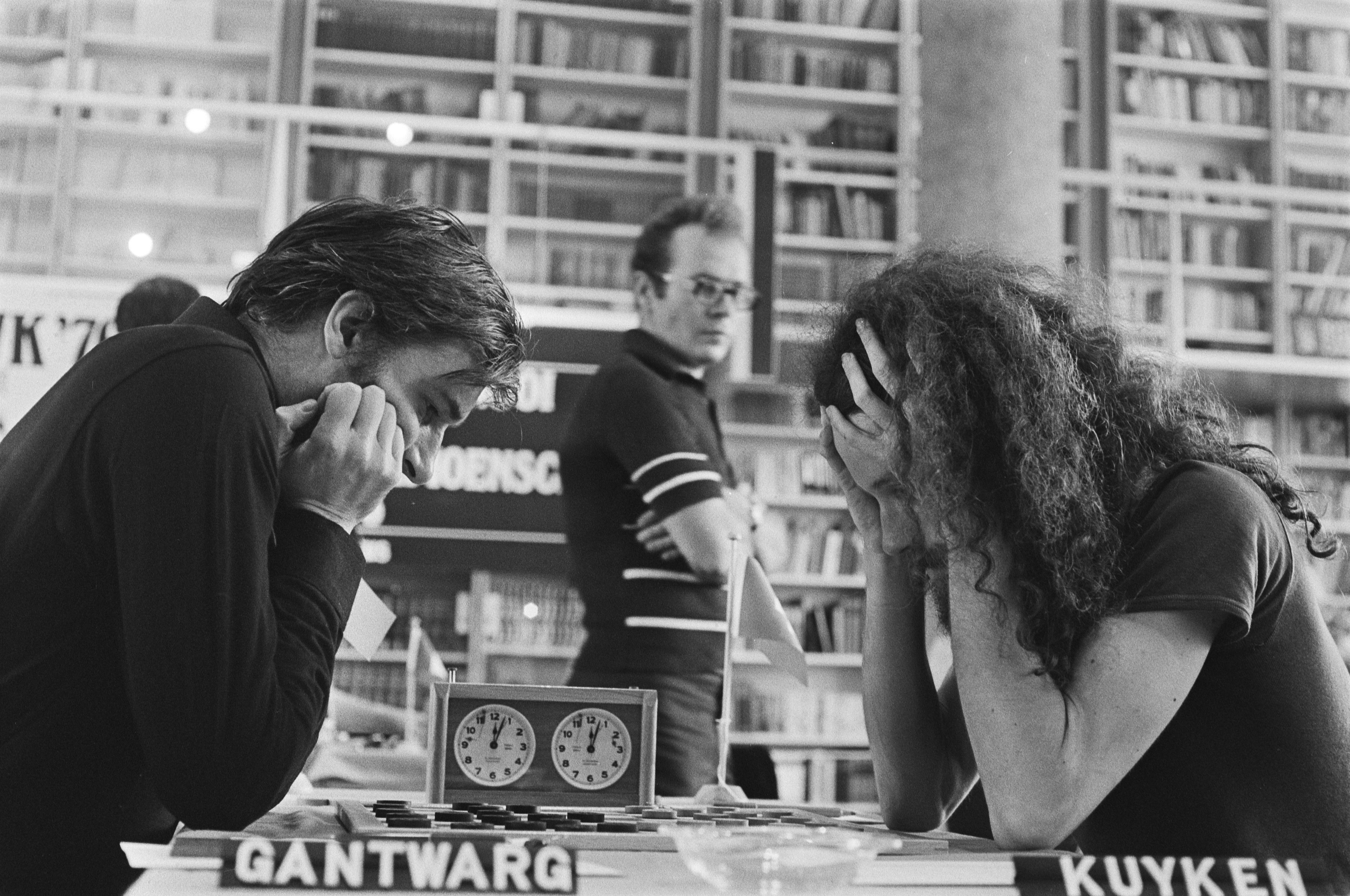
vs. Kuyken (1976)
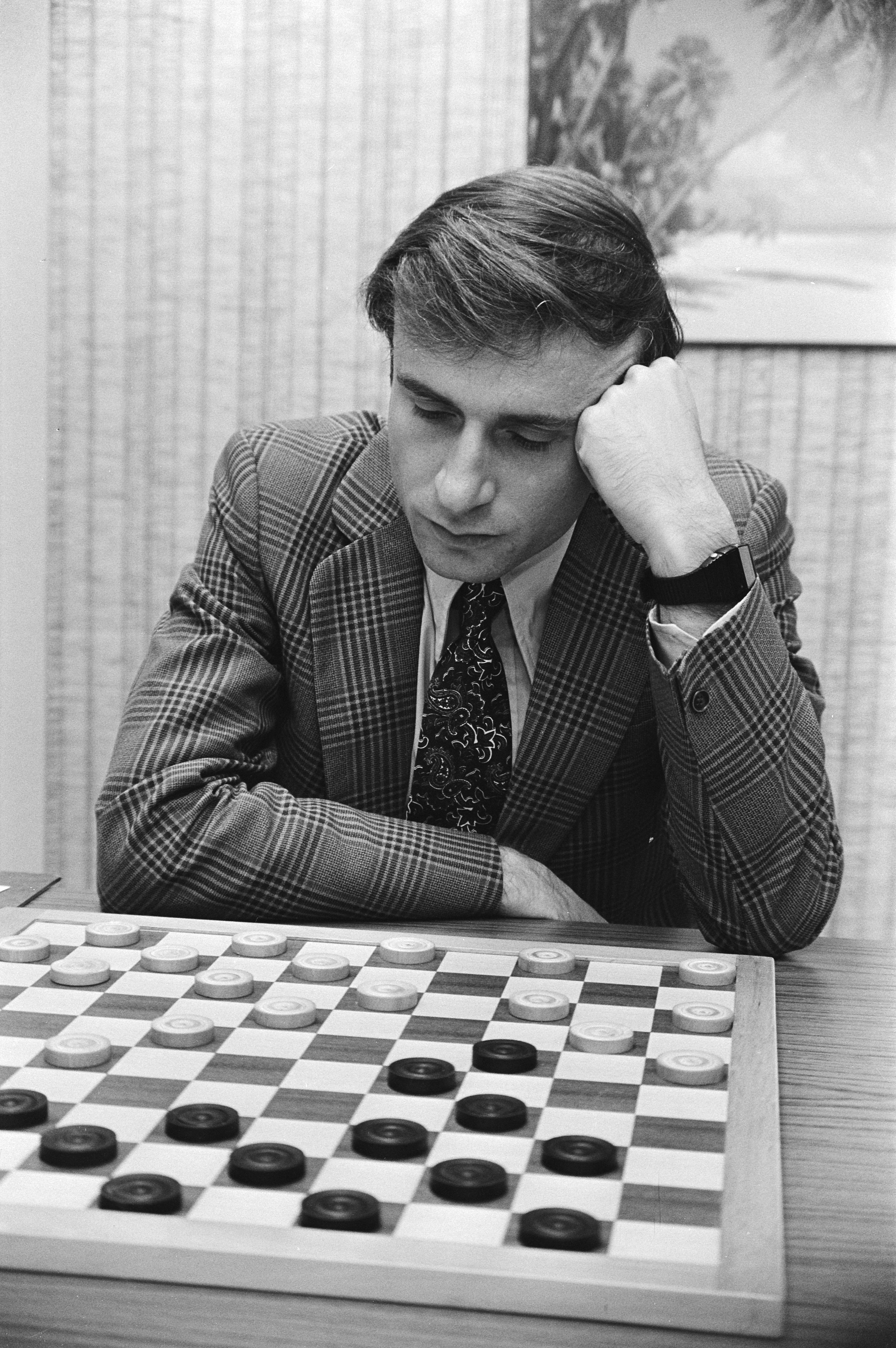
Gantvarg (1979)
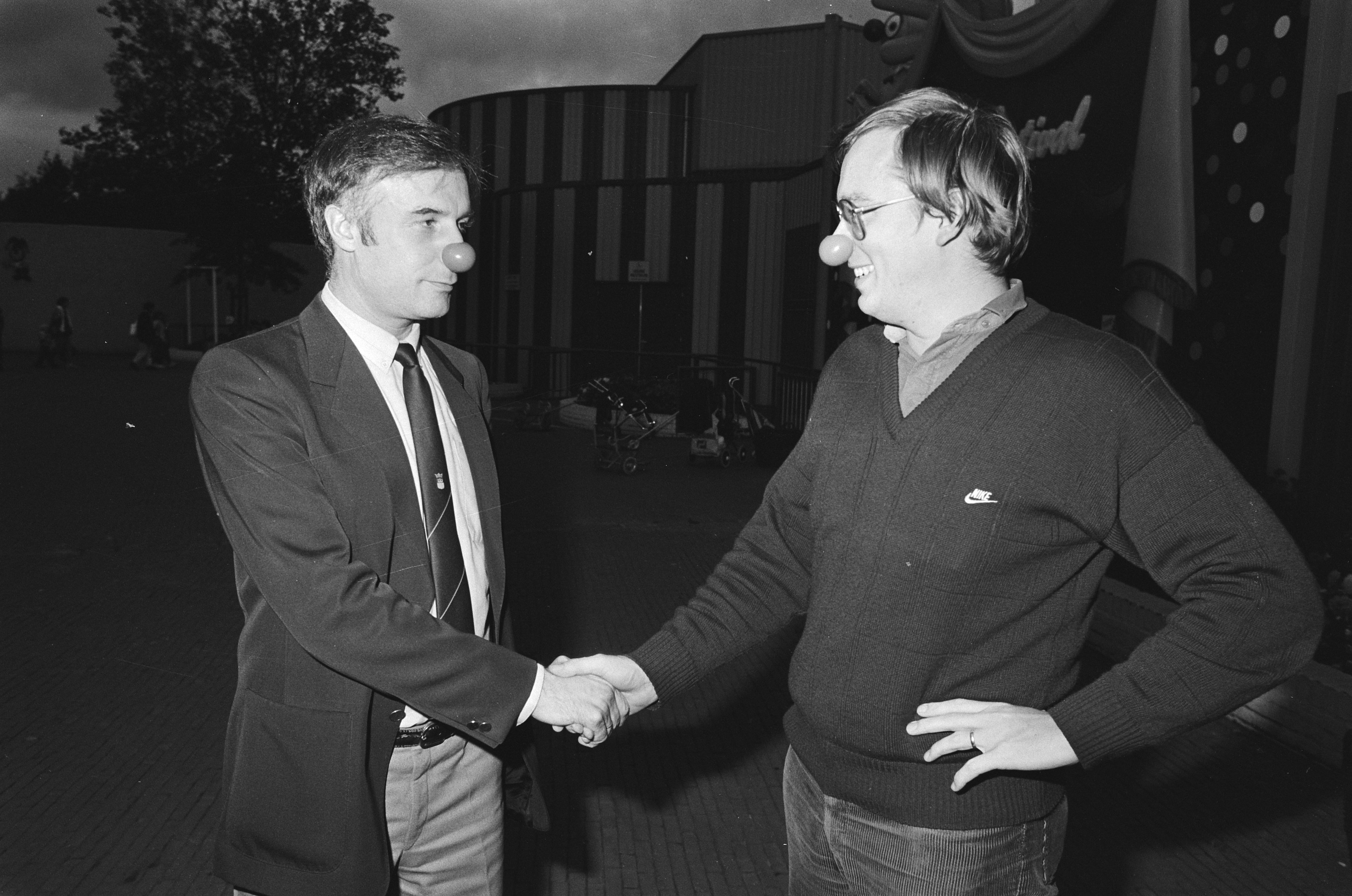
Clerc feliciteert Gantvarg (1985, met feestneus)

1885-1894 Dussaut · 1895 Leclercq · 1899-1911 Weiss · 1912-1912 Molimard · 1912 Hoogland · 1925 Bizot · 1926, 1931-1932 Fabre · 1928 Springer · 1933-1938 Raichenbach · 1945, 1947 Ghestem · 1948-1954 Roozenburg · 1956 Deslauriers · 1958, 1959, 1961, 1963, 1965, 1967, 1974 Koeperman · 1960, 1964 Sjtsjogoljev · 1963 Sy · 1968-1971 Andreiko · 1972, 1973 Sijbrands · 1976, 1977, 1981, 1983-1984 Wiersma · 1978, 1980, 1984, 1985 Gantvarg · 1982 Van der Wal · 1986, 1987 Dybman · 1988-1993, 1995, 1996, 2001, 2005 Tsjizjov · 1994 Valneris · 1998, 2007, 2009, 2017, 2021 Sjvartsman · 2003-2004, 2006, 2011-2015, 2019 Georgiejev · 2016, 2018, 2022 Boomstra · 2023 Anikejev